# Penda Bah
Penda Bah (geb. am 17. August 1998 in Gambia) ist eine gambische Fußballspielerin.

## Sportliche Laufbahn

### Verein
Penda Bah begann um 2011 mit dem Fußballspielen beim Makasutu FC, wo sie bis mindestens März 2013 spielte.
Ab mindestens Mai 2015 bis Anfang 2019 spielte sie für den Interior FC, mit dem sie mehrere Titel gewann. 2015 trat sie als Botschafterin für das Projekt Live your Goals des Fußball-Weltverbands FIFA in Erscheinung.
Mitte Februar 2019 wurde bekannt, dass sie im für ein Jahr zu den Dream Stars Ladies nach Lagos in die Nigeria Women Premier League wechseln würde. Beim Afrika-Cup war das Management des Teams auf Bah aufmerksam geworden.

### Nationalteam
Bah trat 2012 im Alter von 14 Jahren mit dem gambischen U-17-Team bei der U-17-Fußball-Weltmeisterschaft der Frauen in Aserbaidschan an. Zu diesem Zeitpunkt besuchte sie gerade die 10. Klasse. Gambia verlor alle drei Gruppenspiele deutlich und wurde Gruppenletzter. Bah erzielte beim 2:10 gegen Frankreich eines der beiden Tore für Gambia im gesamten Turnier. Bah zeigte sich dennoch nicht enttäuscht, da es sich um die erste Teilnahme an einem solch wichtigen Turnier gehandelt habe.
2017 spielte sie zum ersten Mal für die gambische Fußballnationalmannschaft der Frauen. Seit Juni 2018 ist sie Spielführerin des Teams. Bei der Qualifikation für den Afrika-Cup der Frauen 2018 schied sie mit ihrem Team in der zweiten Runde gegen das nigerianische Team aus, das später den Titel gewann.